# Sotíras
Sotíras (Sotiras) är en ort i Grekland.   Den ligger i prefekturen Nomós Florínis och regionen Västra Makedonien, i den norra delen av landet, 300 km nordväst om huvudstaden Aten. Sotíras ligger 594 meter över havet och antalet invånare är 108.
Terrängen runt Sotíras är kuperad norrut, men söderut är den platt. Runt Sotíras är det ganska glesbefolkat, med 32 invånare per kvadratkilometer. Närmaste större samhälle är Ptolemaida, 17,7 km söder om Sotíras. Trakten runt Sotíras består till största delen av jordbruksmark.